# Ronnie ser på stjernerne
|  | Denne artikel er oprettet af botten PalnaBot ud fra en ekstern database. Den kan derfor have sproglige fejl eller mangler. Denne skabelon kan fjernes efter kontrol af indholdet. |

Ronnie ser på stjernerne er en kortfilm fra 2010 instrueret af Jesper Quistgaard efter manuskript af Jesper Quistgaard.

## Handling
Da Liv forlader Ronnie, til fordel for efterskolen, falder Ronnie langsomt, men sikkert tilbage i sin gamle provinsbande, anført af psykopaten Mads.